# Shaker Asad
Shaker Asad, né le 18 août 1979 à Gaza dans la Bande de Gaza, est un footballeur international palestinien, qui évoluait au poste de milieu de terrain.

## Biographie

### Carrière en club
Après son cursus universitaire, Shaker Asad est repêché à la 31e place par le Revolution de la Nouvelle-Angleterre. Durant la saison 2000, il est prêté au Project-40 qui évoluent en A-League.
Le 18 août 2001, il est échangé au Fusion de Miami avec Johnny Torres en contrepartie du défenseur international américain Leo Cullen. Il dispute seulement une rencontre. La franchise disparait à la fin de la saison.
Le 11 janvier 2002, il est repêché à la 22e place par le Revolution de la Nouvelle-Angleterre. Il dispute six rencontres, et est prêté au Battery de Charleston en A-League. En août 2002, il se blesse, et le 4 novembre le Revolution résille son contrat.
Pour la saison 2003, il rejoint les Silverbacks d'Atlanta en A-League. Il inscrit 6 buts en 22 rencontres.

### Carrière internationale
Shaker Asad compte 4 sélections et 1 but avec l'équipe de Palestine entre 2002 et 2004.
Il est convoqué pour la première fois en équipe de Palestine par le sélectionneur national Nicola Hadwa Shahwan, pour un match de la coupe arabe 2002 contre la Jordanie le 16 décembre 2002. La rencontre se solde par un match nul de 1-1. 
Puis le 25 décembre, il inscrit son seul but en sélection contre le Koweït, lors d'un match de la coupe arabe 2002. La rencontre se solde par un match nul de 3-3.
Il reçoit sa dernière sélection le 19 juin 2004 contre l'Irak, lors d'un match du championnat d'Asie de l'Ouest 2004. La rencontre se solde par une défaite 2-1 des Palestiniens.

## Statistiques

### En club
| Saison                | Club                      | Championnat           | Championnat | Championnat | Championnat | Coupe(s) nationale(s) | Coupe(s) nationale(s) | Coupe(s) nationale(s) | Total | Total | Total |
| Saison                | Club                      | Division              | M.          | B.          | P.d.        | M.                    | B.                    | P.d.                  | M.    | B.    | P.d.  |
| 2000                  | New England Revolution    | MLS                   | 8           | 0           | 1           | 1                     | 0                     | 0                     | 9     | 0     | 1     |
| 2000                  | Project-40 (prêt)         | A-League              | 17          | 2           | 1           | -                     | -                     | -                     | 17    | 2     | 1     |
| 2001                  | New England Revolution    | MLS                   | 19          | 1           | 1           | 3                     | 2                     | 0                     | 22    | 3     | 1     |
| 2001                  | Miami Fusion              | MLS                   | 1           | 0           | 1           | -                     | -                     | -                     | 1     | 0     | 1     |
| 2002                  | New England Revolution    | MLS                   | 6           | 0           | 0           | -                     | -                     | -                     | 6     | 0     | 0     |
| 2002                  | Charleston Battery (prêt) | A-League              | 1           | 0           | 0           | -                     | -                     | -                     | 1     | 0     | 0     |
| 2003                  | Atlanta Silverbacks       | A-League              | 22          | 6           | 0           | -                     | -                     | -                     | 22    | 6     | 0     |
| Total sur la carrière | Total sur la carrière     | Total sur la carrière | 74          | 3           | 4           | 4                     | 2                     | 0                     | 78    | 5     | 4     |

### Buts en sélection
Le tableau suivant liste tous les buts inscrits par Shaker Asad avec l'équipe de Palestine.